# Алма-Тархан
Алма-Тархан (крим. Alma Tarhan) — мечеть у селі Бурлюк (Віліне), Бахчисарайський район, Автономна Республіка Крим.
Отримала назву від села Алма Тархан, що зараз є східною частиною Бурлюка. Слово «тархан» має різні значення: привілейований стан, вільна людина, титул людини, яка надала послугу владі, «алма» — яблоко та річка Алма.

## Історія

Мечеть у 2016 році

Збудована 2001 року під керівництвом Духовного управління мусульман Криму. Фінансував будівництво громадянин Саудівської Аравії.